# Municipalità regionale della contea di La Haute-Yamaska
La municipalità regionale della contea di La Haute-Yamaska è una municipalità regionale di contea del Canada, localizzata nella provincia del Québec, nella regione di Montérégie.
Il suo capoluogo è Granby.

## Suddivisioni
City e Town
- Granby
- Waterloo

Municipalità
- Roxton Pond
- Saint-Alphonse-de-Granby
- Saint-Joachim-de-Shefford
- Sainte-Cécile-de-Milton

Township
- Shefford

Villaggi
- Warden